# プトカジ
プトカジ（クロアチア語:Putokazi、プトカズィ）は、クロアチア、リエカを拠点とする音楽グループであり、ユーゴスラビア社会主義連邦共和国統治下のクロアチア社会主義共和国時代、1984年2月22日に同地で結成された。そのグループ名はクロアチア語で「道標」を意味する。
プトカジでは、大勢の歌手の中から7人までを選んでコンサート等に参加する形式を取っており、公式サイトによると在籍した歌手の総数は400人近い。800を超えるコンサート等を開き、まだコンサート等へのゲスト出演や演劇への参加、他のアーティストとの共演も多い。クロアチアを代表してラジオ・フランスのEastern Discovery Event '97にて賞を受賞した他、日本の愛知県で開催された2005年日本国際博覧会にも参加している。プトカジのメンバーからは、ユーロビジョン・ソング・コンテストにクロアチア代表として参加するためにプット（1993年大会）、E.N.I.（1997年大会）の2つのグループが結成され、後者はその後も独立したグループとして活動を続けている。また、プトカジ出身のマルティナ・マイェルレは、同2009年大会にカルティッシモと共にスロベニア代表として参加している。各種の音楽祭にも数多く参加し、18の音楽祭で最高の賞を受けている。
その作風はクロアチアの伝統的なコーラスを土台としつつも現代的なアレンジを加え、ダンスや演出にも工夫を凝らしている。

## アルバム
- Putokazi（l987）
- With Respect for The Beatles（1991）
- Good Morning Musicals（1992）
- The End Collection（1994）
- Putokazi Predstavljaju（1996）
- Zemlja（1997）
- Nova Zemlja（2000）
- Hrvatske Uspavanke（2001）
- Androida（2004）
- Androida.remixed（2006）
- Treća Zemlja（2008）
- Mjesec（2009）

## DVD
- Stroj.22.2.22（2006）